# 휘페르보레아

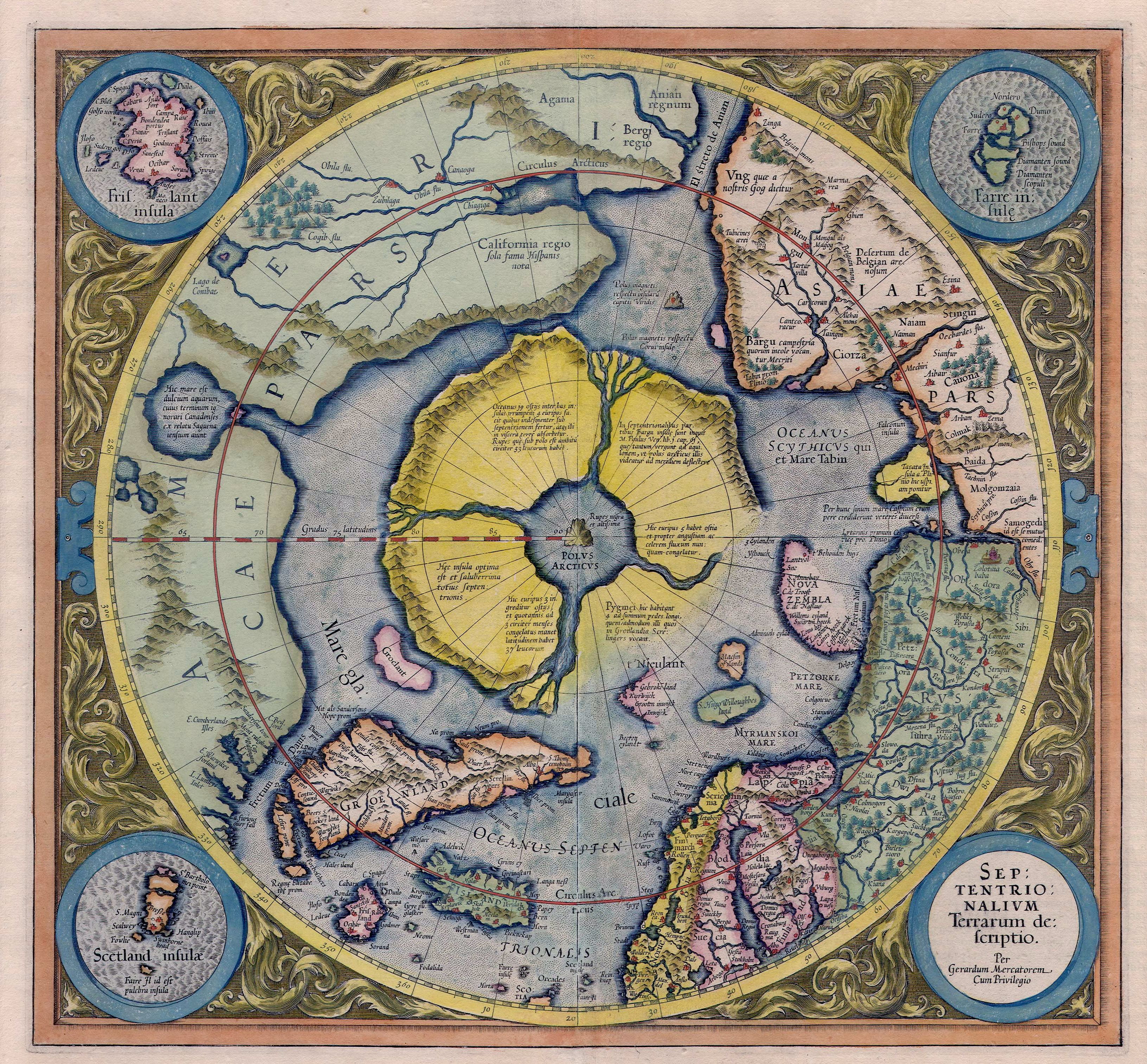
1595년 메르카토르의 지도에 그려진 북극대륙.

휘페르보레아(고대 그리스어: Ὑπερβορέα, 라틴어: Hyperborea)는 고대 그리스어로 "북풍(보레아스) 너머"라는 뜻이다. 고대 그리스인들은 북풍 너머에 휘페르보레오이(고대 그리스어: Ὑπερβόρεοι [hyperbóreɔi̯][*], 라틴어: Hyperborei 히페르보레이[*])는 거인족이 산다고 믿었다. 북풍의 신 보레아스는 트라키아에 산다고 여겨졌기 때문에, 즉 휘페르보레오이가 사는 땅 휘페르보레아는 트라키아 너머 북쪽에 있다.
휘페르보레아는 해가 24시간 비치는 완벽한 땅이라고 전해졌다. 이것은 마치 북극권의 백야 현상을 일컫는 것처럼 보이기도 한다. 그러나 그리스 고전시대 당대에도 “배로도 발로도 휘페르보레오이가 모여 사는 곳으로 가는 멋진 길을 찾을 수 없으리”(핀다로스)라고 하는 등 원래부터 물리적 실체가 없는 이상향으로서 언급된 것일 가능성도 있다.
휘페르보레아에 대한 관념은 근세까지 지속되어 한동안 고지도의 북극에 휘페르보레아 대륙이 그려지기도 했다.

## 같이 보기
- 테라 아우스트랄리스(남방대륙)